# پودکوپنا لهوتا
پودکوپنا لهوتا (به چکی: Podkopná Lhota) یک منطقهٔ مسکونی در جمهوری چک است که در ناحیه زلین واقع شده‌است. پودکوپنا لهوتا ۴٫۸۲ کیلومتر مربع مساحت و ۳۴۰ نفر جمعیت دارد و ۴۰۵ متر بالاتر از سطح دریا واقع شده‌است.
پودکوپنا لهوتا تقریباً در ۱۵ کیلومتری (۹ مایل) شمال شرقی زلین و ۲۶۰ کیلومتر (۱۶۲ مایل) شرق پراگ قرار دارد.